# Гримберген (бира)
 Тази статия е за белгийската абатска бира.  За селището вижте Гримберген.  
„Гримберген“ (на нидерландски: Grimbergen) е марка белгийска абатска бира, произведена и бутилирана в пивоварната „Alken-Maes“ в град Мехелен, провинция Антверпен, Северна Белгия. През 2008 г. тази пивоварна става собственост на корпорацията „Хайнекен“. „Гримберген“ e една от белгийските марки бира, които имат правото да носят логото „Призната белгийска абатска бира“ (Erkend Belgisch Abdijbier), обозначаващо спазването на стандартите на „Съюза на белгийските пивовари“ (Unie van de Belgische Brouwers).

## История
Бирата първоначално се прави в норбертинското абатство Гримберген, основано през 1128 г. Производството на бира в абатството е документирано за първи път през 1600 г., а в документ от 1700 г. се споменават абатската пшенична бира и хмелна градина. По време на Френската революция абатството и пивоварната са затворени. След възстановяването на абатството производството не е възстановено, а правата за производство на абатската бира са предоставени на местен пивовар, но производството е краткотрайно. Старата абатска пивоварна е запазена и днес е превърната в музей.
Производството на „Гримберген“ е възобновено през 1958 г., когато монасите от Гримберген сключват споразумение за предоставяне правата за производство с пивоварната „Brouwerij Maes“. „Brouwerij Maes“, основана през 1880 г., която през 1988 г. се слива с пивоварната „Cristal Alken“ в нова компания с името „Alken-Maes“, която през 2008 г. става част от холандската корпорация „Heineken“. За белгийския пазар правата за производство и разпространение се държат от „Alken-Maes“. За чуждестранния пазар бирата се произвежда по лиценз от френската пивоварна „Kronenbourg“, част от корпорацията „Carlsberg“. Основен пазар за марката извън Белгия е Франция, където се конкурира с две други популярни марки абатска бира – Лефе и Афлигем.

## Марки бира
Търговският асортимент на пивоварната включва няколко бири с марката „Гримберген“:
- Grimbergen Blonde – силна светла бира със златист цвят, леко плодов и хармоничен вкус, с алкохолно съдържание 6,7 %.
- Grimbergen Double (Grimbergen Ambrée) – силна тъмна бира с алкохолно съдържание 6,5 %.
- Grimbergen Rouge – силна светла бира с аромат на червени плодове – ягоди, боровинки и бъз с алкохолно съдържание 6 %.
- Grimbergen Blanche – силна бяла бира с плодов аромат с алкохолно съдържание 6 %, в производство от 2007 г.
- Grimbergen La Réserve 8.5° – силна светла бира със златист цвят и богат вкус с нотки на плодове и подправки, с алкохолно съдържание 8,5 %.
- Grimbergen Triple – силна плътна светла бира с алкохолно съдържание 9 %.
- Grimbergen Optimo Bruno – силна тъмна бира с тъмнокехлибарен цвят, с горчиво-сладък вкус с алкохолно съдържание 10 %. Първоначално се произвежда само по време на Великденските празници, днес се прави целогодишно.
- Grimbergen Cuvée de l'Ermitage – силна тъмна бира с червеникаво-кехлибарен цвят, с плодов вкус, с нотки на шоколад и кокос, с алкохолно съдържание 7,5 %.
- Grimbergen Dorée – силна светла бира със силен аромат и лека горчивина, с алкохолно съдържание 8 %.

## Галерия
- Grimbergen Blonde
- Grimbergen Double
- Grimbergen Dorée
- Grimbergen Triple
- Grimbergen Optimo Bruno
- Grimbergen – подложка
- чаша Grimbergen Double
- Grimbergen Blonde – стек
- чаша Grimbergen Blonde
- Grimbergen – капачка